# 無綫電視外購韓國劇集列表
本條目列出曾於無綫電視播放但並非由其公司所製作的外購韓國劇集，一般由無綫電視粵語配音組配上粵語聲道以粵/韓雙語廣播。外購韓國電視電影請參看無綫電視外購電影列表。
註：劇集名稱前的為該劇於無綫電視的首播日期及頻道。

## 2003年
| 首播日期 | 頻道   | 劇名 （原名）               | 主演        | 合演 | 集數 | 備註  |
| 5月3日   | 翡翠台 | 開朗少女 （開朗少女成功記） | 張娜拉 張赫 |      | 18   | [ 1 ] |

## 2004年
| 首播日期 | 頻道   | 劇名 （原名）         | 主演                        | 合演 | 集數                          | 備註        |
| 9月5日   | 翡翠台 | 天國的階梯            | 權相佑 崔智友 金泰希 申鉉濬 |      | 13（翡翠台） 22（無綫劇集台） | [ 1 ] [ 2 ] |
| 12月5日  | 翡翠台 | 金粉佳人 （窈窕淑女） | 金喜善 高洙                 |      | 11                            | [ 2 ]       |

## 2005年
| 首播日期 | 頻道       | 劇名 （原名）       | 主演                        | 合演                        | 集數                                                  | 備註        |
| 1月24日  | 翡翠台     | 大長今              | 李英愛 池珍熙 林湖          | 趙廷恩 梁美京 甄美里 朴恩惠 | 72（翡翠台、無綫精選台、myTV SUPER） 54（無綫劇集台） | [ 1 ] [ 2 ] |
| 1月30日  | 翡翠台     | 浪漫滿屋            | 宋慧喬 Rain 金聖洙 韓銀貞   |                             | 15（翡翠台） 16（無綫劇集台、myTV SUPER）             | TVB網頁     |
| 5月2日   | 翡翠台     | 醫道 （許浚）       | 田光烈 洪忠敏 黃秀貞 金秉世 | 李順載                      | 60                                                    | TVB網頁     |
| 8月7日   | 翡翠台     | 春日                | 趙寅成 池珍熙 高賢廷        | 韓高恩                      | 18                                                    | [ 1 ] [ 2 ] |
| 10月25日 | 精選劇集台 | 悲傷戀歌            | 權相佑 金喜善 延政勳        |                             | 28                                                    | [ 1 ]       |
| 11月26日 | 精選劇集台 | 假面真心 （辯護師） | 金聖洙 鄭慧英 金相慶 韓高恩 |                             | 16                                                    |             |

## 2006年
| 首播日期 | 頻道       | 劇名 （原名）         | 主演                        | 合演                 | 集數                                          | 備註              |
| 2月27日  | 精選劇集台 | 明成皇后              | 李美妍 文瑾瑩 崔明吉        |                      | 124（精選劇集台） 111（翡翠台）               | TVB網頁           |
| 4月8日   | 無綫劇集台 |                       | Rain 孔曉振 李東健 洪洙賢   |                      | 16                                            | [ 4 ]             |
| 5月24日  | 無綫劇集台 |                       | 張瑞希 金成珉               |                      | 124                                           | TVB網頁           |
| 6月3日   | 無綫劇集台 | 宮                    | 尹恩惠 朱智勳 金楨勳 宋智孝 | 朴贊桓 尹宥善 金惠子 | 24（無綫劇集台、J2） 18（翡翠台、高清翡翠台） | [ 1 ] [ 4 ] [ 5 ] |
| 8月12日  | 無綫劇集台 | 饌品單子              | 李英愛 李壹花               | 羅文姬 崔智娜        | 2                                             | [ 1 ]             |
| 8月27日  | 無綫劇集台 | 布拉格戀人            | 全道嬿 金柱赫 金民俊 尹世雅 |                      | 18                                            | TVB網頁           |
| 9月2日   | 無綫劇集台 | 愛情翻叮 （Only You） | 韓彩英 趙顯宰 李天熙 洪洙賢 |                      | 16                                            | [ 4 ]             |
| 10月28日 | 無綫劇集台 | 秋日驟雨              | 鄭麗媛 金素妍 吳智昊        |                      | 16                                            |                   |
| 11月5日  | 無綫劇集台 | 露露公主              | 金諪恩 鄭俊鎬 金興銖        |                      | 20                                            | [ 7 ]             |
| 12月23日 | 無綫劇集台 | 豪傑春香              | 韓彩英 在喜 嚴泰雄 朴詩恩   |                      | 17                                            | [ 4 ]             |

## 2007年
| 首播日期 | 頻道       | 劇名 （原名）                                | 主演                        | 合演          | 集數                                               | 備註                           |
| 1月14日  | 無綫劇集台 | 春日華爾茲                                   | 徐道永 韓孝珠 丹尼爾 李昭娟 |               | 20                                                 |                                |
| 1月14日  | 翡翠台     | 大話妹 （My Girl）                           | 李多海 李棟旭 李準基 朴時妍 |               | 13（首播） 16（重播）                              | TVB網頁                        |
| 2月24日  | 無綫劇集台 | 狐狸小姐你想點 （狐狸啊，你在做什麼？）      | 高賢廷 千正明 趙軟祐 高準熹 |               | 16                                                 | [ 1 ]                          |
| 3月25日  | 無綫劇集台 | 回來吧 （回來吧順愛）                        | 朴真熙 沈慧珍 李在皇 尹多勳 |               | 16                                                 |                                |
| 4月21日  | 無綫劇集台 | 你來自哪顆星                                 | 金來沅 鄭麗媛 姜晶華 朴施厚 |               | 16                                                 | [ 1 ] [ 5 ]                    |
| 5月2日   | 無綫劇集台 | 薯童謠                                       | 趙顯宰 李寶英 柳鎮          | 金英浩 李昌勳 | 55（無綫劇集台） 70（翡翠台）                      | [ 1 ]                          |
| 5月20日  | 無綫劇集台 | （幻想的情侶）                               | 韓藝瑟 吳智昊 金成珉 朴韓星 |               | 16（無綫劇集台） 14（翡翠台） 21（高清翡翠台、J2） | TVB網頁                        |
| 6月16日  | 無綫劇集台 | 宮S                                          | SE7EN 許怡才 姜斗 朴信惠    |               | 20                                                 | [ 4 ]                          |
| 7月15日  | 無綫劇集台 | 大佬有情人 （戀人）                          | 金諪恩 李瑞鎮 鄭燦 金奎吏   |               | 20                                                 |                                |
| 7月18日  | 無綫劇集台 | 黃真伊                                       | 河智苑 金英愛 柳太準 張根碩 |               | 24（無綫劇集台） 29（翡翠台、高清翡翠台）          | [ 1 ] [ 5 ]                    |
| 8月25日  | 無綫劇集台 | 航天之城Air City （Air City）                | 李政宰 崔智友 李陣郁        |               | 16（無綫劇集台、翡翠台） 19（高清翡翠台）          | TVB網頁 （页面存档备份，存于） |
| 9月3日   | 翡翠台     | 商道                                         | 李在龍 金賢珠               | 李順載        | 60                                                 | TVB網頁                        |
| 9月23日  | 無綫劇集台 | （謝謝）                                     | 張赫 孔曉振 徐信愛 申成祿   |               | 16                                                 | [ 1 ] [ 5 ]                    |
| 10月20日 | 無綫劇集台 | 錢的戰爭                                     | 朴新陽 朴真熙 申東旭 金晶和 |               | 16                                                 | TVB網頁 （页面存档备份，存于） |
| 11月18日 | 無綫劇集台 | 遊戲女王                                     | 李寶英 朱鎮模 金秀賢        | 崔俊勇        | 20                                                 |                                |
| 12月15日 | 無綫劇集台 | 錢的戰爭之火拚貴利王 （錢的戰爭Bonus Round） | 朴新陽 金玉彬 申東旭        | 朴真熙        | 4                                                  | [ 1 ] [ 5 ]                    |
| 12月29日 | 無綫劇集台 | 不良情侶                                     | 申恩慶 柳秀榮 崔貞允        | 卞貞秀        | 16                                                 |                                |

## 2008年
| 首播日期 | 頻道       | 劇名 （原名）                 | 主演                        | 合演        | 集數                              | 備註                           |
| 1月27日  | 無綫劇集台 | （刀手吳水晶）                | 嚴正化 吳智昊 姜成鎮 朴多安 |             | 16（無綫劇集台） 20（高清翡翠台） | TVB網頁 （页面存档备份，存于） |
| 2月23日  | 無綫劇集台 | （說客）                      | 宋一國 張真英 韓載錫        | 許峻豪      | 24                                | [ 5 ]                          |
| 3月23日  | 無綫劇集台 | 酷愛 （壞愛情）               | 權相佑 李枖原 金聖洙        | 金佳妍      | 20                                | [ 1 ] [ 5 ]                    |
| 5月17日  | 無綫劇集台 | 黑爸B （Kid Gang）            | 孫暢敏 李己雨 李宗修        | 白成鉉 林湖 | 16                                |                                |
| 6月1日   | 無綫劇集台 | （New Heart）                 | 池晟 金玟廷 曹在顯          | 李志勳      | 23                                | TVB網頁 （页面存档备份，存于） |
| 7月12日  | 無綫劇集台 | 奪寶奇媽 （尋子三萬里）       | 蘇有珍 李勳 吳閔碩 李彩英   |             | 20                                |                                |
| 8月24日  | 無綫劇集台 |                               | 宋允兒 金荷娜 李凡秀 朴容夏 |             | 21（無綫劇集台） 28（高清翡翠台） | TVB網頁 （页面存档备份，存于） |
| 9月27日  | 無綫劇集台 | 戀上你爸爸 （單身爸爸戀愛中） | 吳智昊 姜成妍 許怡才        | 安道奎      | 16                                |                                |
| 9月29日  | J2         | 咖啡王子 （咖啡王子1號店）    | 尹恩惠 孔劉 李善均 蔡貞安   |             | 17（首播） 20（重播）             | TVB網頁 （页面存档备份，存于） |
| 11月9日  | 無綫劇集台 | Spotlight                     | 孫藝珍 池珍熙 趙胤熙 晉久   |             | 16（無綫劇集台） 18（高清翡翠台） | TVB網頁 （页面存档备份，存于） |
| 11月22日 | 無綫劇集台 | （不汗黨）                    | 張赫 李多海 金正泰          |             | 16                                | TVB網頁 （页面存档备份，存于） |
| 12月1日  | J2         | 快刀洪吉童                    | 姜至奐 成宥利 張根碩        | 金利娜      | 24                                | [ 4 ] [ 8 ]                    |

## 2009年
| 首播日期 | 頻道       | 劇名 （原名）                        | 主演                           | 合演                               | 集數                                      | 備註                           |
| 1月4日   | 無綫劇集台 | 太陽的女兒 （太陽的女子）            | 金志秀 韓載錫 李荷娜 鄭糠雲    |                                    | 20（無綫劇集台） 25（翡翠台、高清翡翠台） | TVB網頁 （页面存档备份，存于） |
| 1月17日  | 無綫劇集台 | 整容俠醫 （Before & After 整容外科） | 李陣郁 金成珉 蘇怡賢           | 鄭愛妍                             | 12                                        |                                |
| 2月28日  | 無綫劇集台 | 貝多芬病毒                           | 金明民 張根碩 李智雅           |                                    | 18                                        | TVB網頁 （页面存档备份，存于） |
| 3月2日   | J2         | （魔女由熙）                         | 韓佳人 在喜                    | 金楨勳 丹尼斯·吳 全慧彬            | 16                                        | [ 4 ] [ 8 ]                    |
| 3月15日  | 無綫劇集台 | （三個爸爸一個媽媽）                 | 柳真 趙顯宰 在喜 申成祿        |                                    | 16（無綫劇集台） 42（高清翡翠台）         | [ 5 ]                          |
| 3月28日  | 高清翡翠台 | 狗和狼的時間                         | 李準基 鄭敬淏 南相美           |                                    | 16                                        | [ 8 ]                          |
| 4月18日  | 無綫劇集台 | 戀愛兵法                             | 金楨勳 徐若瑄                  | 陳芷涵 袁文康 吳孟達               | 32                                        | [ 10 ]                         |
| 4月27日  | J2         | 逃學一姐 （女師父一體）              | 朴藝珍 鄭詩雅 金美麗           |                                    | 8                                         | [ 4 ]                          |
| 4月30日  | 高清翡翠台 | 食客                                 | 金來沅 權五重 南相美 金素妍    | 元基俊 崔佛岩                      | 32                                        | [ 1 ] [ 5 ] [ 8 ]              |
| 5月9日   | 無綫劇集台 | 伊甸之東 （伊甸園之東）              | 宋承憲 延政勳 李沇熹 李多海    | 朴海鎮 韓智慧                      | 56（無綫劇集台） 74（高清翡翠台）         | TVB網頁 （页面存档备份，存于） |
| 5月25日  | J2         | 花樣男子                             | 具惠善 李敏鎬 金賢重 金汎 金俊 | 金昭誾 李珉廷 李惠英 韓彩英 金賢珠 | 25（首播、無綫劇集台） 32（重播）         | TVB網頁 （页面存档备份，存于） |
| 6月24日  | 無綫劇集台 | 太王四神記                           | 裴勇俊 文素利 李智雅 尹泰榮    | 崔民秀 吳光祿                      | 24（無綫劇集台） 28（高清翡翠台、翡翠台） | TVB網頁 （页面存档备份，存于） |
| 8月15日  | 無綫劇集台 | 老千                                 | 張 赫 金民俊 韓藝瑟 姜成妍     |                                    | 21                                        |                                |
| 8月16日  | 無綫劇集台 | 明星的戀人                           | 崔智友 劉智泰 李己雨 車藝蓮    | 成智陸 鄭雲澤                      | 20                                        | [ 1 ]                          |
| 8月18日  | J2         | 奔跑吧! （奔跑吧, 鲭魚）             | 李敏鎬 文彩元                  | 權律 鄭允珠                        | 8                                         | [ 4 ]                          |
| 8月24日  | 高清翡翠台 | 一枝梅                               | 李準基 韓孝周 朴施厚 李英雅    |                                    | 22                                        | TVB網頁 （页面存档备份，存于） |
| 10月25日 | 無綫劇集台 | 賢內助女王                           | 金南珠 吳智昊 李惠英 尹相鉉    | 鮮于善 崔哲浩 羅英熙               | 20                                        | [ 1 ]                          |
| 10月31日 | 無綫劇集台 | （Cinderella Man）                   | 權相佑 潤娥 韓銀貞 宋昶儀      |                                    | 16                                        | TVB網頁 （页面存档备份，存于） |
| 11月9日  | J2         | 戀愛夢工場 （他們生活的世界）        | 宋慧喬 炫彬 裴宗玉             | 嚴基俊 徐孝琳                      | 16                                        | TVB網頁 （页面存档备份，存于） |
| 11月17日 | 高清翡翠台 | 該隱與亞伯                           | 蘇志燮 韓志旼 申鉉濬 蔡貞安    | 金海淑 朴誠雄                      | 24                                        | [ 1 ] [ 8 ]                    |
| 11月30日 | 無綫精選台 | 妻子的誘惑                           | 張瑞希 金瑞馨 邊宇民 李在皇    | 吳英實 琴寶羅                      | 129                                       |                                |
| 12月26日 | 無綫劇集台 | （不能結婚的男人）                   | 池珍熙 嚴正化 金昭誾           | 劉亞仁 梁瀞疋 林湖                 | 16（無綫劇集台、翡翠台） 21（高清翡翠台） | TVB網頁 （页面存档备份，存于） |

## 2010年
| 首播日期 | 頻道       | 劇名 （原名）               | 主演                               | 合演                        | 集數                                      | 備註                           |
| 1月3日   | 無綫劇集台 | （Triple）                  | 李政宰 閔孝琳 李善均 尹啟相 李荷娜 | 金熙 金相浩 金英光 宋仲基   | 16（無綫劇集台） 18（J2）                 | TVB網頁 （页面存档备份，存于） |
| 1月4日   | J2         | （Dream）                   | 朱鎮模 金汎 孫淡妃                 |                             | 24（J2） 20（無綫劇集台）                 | TVB網頁 （页面存档备份，存于） |
| 2月20日  | 無綫劇集台 | IRIS                        | 李炳憲 金泰希 鄭俊鎬               | 金勝友 金素妍 崔勝鉉        | 20（無綫劇集台） 24（高清翡翠台）         | TVB網頁 （页面存档备份，存于） |
| 2月28日  | 無綫劇集台 | 魂                          | 李瑞鎮 林珠銀 李真                 | 朴建日 朴智妍               | 10                                        | [ 5 ]                          |
| 3月22日  | 無綫精選台 | 天使的誘惑                  | 裴秀彬 李昭娟 陳泰賢 洪洙賢        | 韓尚進 韓振熙 車和娟 崔智娜 | 21                                        | [ 5 ]                          |
| 4月4日   | 無綫劇集台 | 意麵情迷 （Pasta）          | 李善均 孔曉振                      | 李荷妮 Alex                 | 20                                        | TVB網頁 （页面存档备份，存于） |
| 4月12日  | J2         | 原來是美男                  | 張根碩 朴信惠 李洪基 鄭容和        | UIE 金成鈴                  | 20（J2） 16（無綫劇集台）                 | TVB網頁 （页面存档备份，存于） |
| 5月1日   | 無綫劇集台 | 吞沒太陽 （吞噬太陽）       | 池晟 成宥利 李莞 田光烈            | 劉五性 蘇怡賢 韓智妍        | 25                                        | [ 5 ]                          |
| 6月13日  | 無綫劇集台 | 學習之神                    | 金秀路 俞承豪 裴斗娜               | 李玹雨 高我星 智妍 李燦浩   | 16（無綫劇集台） 22（J2）                 | TVB網頁 （页面存档备份，存于） |
| 6月21日  | J2         | （向大地頭球）              | 鄭允浩 高雅羅 李允智 李相侖        | 李載允                      | 18（J2） 20（無綫劇集台）                 | TVB網頁 （页面存档备份，存于） |
| 6月23日  | 無綫精選台 | 善德女王                    | 李枖原 高賢廷 嚴泰雄 朴藝珍        | 金南佶 俞承豪 趙敏基 李文植 | 62（無綫精選台） 81（高清翡翠台）         | TVB網頁 （页面存档备份，存于） |
| 7月26日  | J2         | （拜託小姐）                | 尹恩惠 尹相鉉 丁一宇 文彩元        |                             | 20（J2） 16（翡翠台）                     | TVB網頁 （页面存档备份，存于） |
| 7月31日  | 無綫劇集台 | 推奴                        | 張 赫 李多海 吳智昊                | 孔炯軫 李鐘赫 金知碩        | 24（無綫劇集台） 30（高清翡翠台、翡翠台） | TVB網頁 （页面存档备份，存于） |
| 8月8日   | 無綫劇集台 | 請給我摘星星                | 崔貞媛 金智勳 申東旭 蔡英仁        |                             | 20                                        | TVB網頁 （页面存档备份，存于） |
| 10月17日 | 無綫劇集台 | 產房急先鋒 （婦產科女醫生） | 張瑞希 高周元 徐芝釋               | 李令恩 宋仲基 鄭昊彬        | 16                                        |                                |
| 10月23日 | 無綫劇集台 | （Oh! My Lady）             | 蔡琳 崔始源                        | 李賢宇 朴韓星 文晶熙        | 16（無綫劇集台、翡翠台） 18（J2）         | TVB網頁 （页面存档备份，存于） |
| 10月25日 | J2         | （Coffee House）            | 姜至奐 朴時妍 咸𤨒晶               |                             | 20（J2） 18（無綫劇集台）                 | TVB網頁 （页面存档备份，存于） |
| 11月29日 | J2         |                             | 韓藝瑟 高洙 鮮于善 宋鍾鎬          |                             | 18                                        | TVB網頁 （页面存档备份，存于） |
| 12月12日 | 無綫劇集台 | 檢察官公主                  | 金素妍 朴施厚                      | 韓政秀 崔松賢               | 16（無綫劇集台、翡翠台） 22（J2）         | TVB網頁 （页面存档备份，存于） |
| 12月18日 | 無綫劇集台 | 惡作劇之吻                  | 金賢重 庭沼珉                      | 李太成 李是英               | 16                                        | TVB網頁 （页面存档备份，存于） |
| 12月30日 | 高清翡翠台 | （City Hall）               | 金宣兒 車勝元 李亨哲 秋相美        | 尹世雅 崔日和 車和娟        | 26（高清翡翠台、J2） 20（翡翠台）         | TVB網頁 （页面存档备份，存于） |

## 2011年
| 首播日期 | 頻道       | 劇名 （原名）                       | 主演                                      | 合演                                                                | 集數                                           | 備註                           |
| 1月31日  | J2         | （個人取向）                        | 孫藝珍 李敏鎬                             | 金知碩 王智慧 任瑟雍                                                | 18（J2） 16（韓劇台）                          | TVB網頁 （页面存档备份，存于） |
| 2月6日   | 無綫劇集台 | 成均館緋聞                          | 朴有天 朴敏英 宋仲基 劉亞仁               | 金旼序                                                              | 20（無綫劇集台） 25（J2）                      | TVB網頁 （页面存档备份，存于） |
| 2月12日  | 無綫劇集台 | 大人物 （大物）                     | 高賢廷 權相佑                             | 車仁表 李水京                                                       | 24                                             | [ 5 ]                          |
| 3月7日   | 無綫精選台 | 麵包王金卓求                        | 尹施允 周元 柳真 李英雅                   | 田光烈 錢忍和 鄭性模 全美善                                         | 30（無綫精選台） 38（J2、高清翡翠台）          | TVB網頁 （页面存档备份，存于） |
| 3月7日   | J2         | 燦爛的遺產                          | 李昇基 韓孝周 裴秀彬 文彩元               | 潘曉靜 金美淑 俞知仁 鄭錫元                                         | 36（J2） 28（韓劇台）                          | TVB網頁 （页面存档备份，存于） |
| 4月4日   | 無綫精選台 | 白色謊言                            | 申恩慶 金海淑 金佑錫 金泰賢               | 林志恩 金英蘭                                                       | 159                                            | [ 7 ]                          |
| 4月17日  | 無綫劇集台 | 戰神風暴Athena （雅典娜：戰爭女神） | 鄭雨盛 李智雅 車勝元 秀愛 金旻鍾          | 崔始源 李正吉                                                       | 20                                             | [ 5 ]                          |
| 5月7日   | 無綫劇集台 | Bad Boy （壞男人）                  | 金南佶 韓佳人 金材昱                      | 吳娟受 庭沼珉 金惠鈺                                                | 17                                             |                                |
| 6月26日  | 無綫劇集台 | 我的公主 （My Princess）            | 宋承憲 金泰希 朴藝珍 柳秀榮               |                                                                     | 16（無綫劇集台） 22（J2）                      | TVB網頁 （页面存档备份，存于） |
| 7月2日   | 無綫劇集台 | 逆轉女王                            | 金南珠 鄭俊鎬 朴施厚 蔡貞安               |                                                                     | 31（無綫劇集台） 40（高清翡翠台）              | [ 5 ]                          |
| 7月25日  | 無綫精選台 | 人生真美麗                          | 金容琳 金海淑 金永哲 金相中               | 宋昶儀 張美姬 李尚禹 南奎麗 南相美 尹多勳 禹喜珍 李珉宇 李相侖 柳敏 | 63                                             | [ 4 ] [ 7 ]                    |
| 7月25日  | J2         | 灰姑娘的姐姐                        | 文瑾瑩 千正明 瑞雨                        | 玉澤演 李美淑 金甲洙                                                | 26                                             | TVB網頁 （页面存档备份，存于） |
| 8月21日  | 無綫劇集台 | 星夢高飛 （Dream High）             | 裴秀智 金秀賢 咸𤨒晶 玉澤演               | IU 佑榮 嚴基俊 李允智                                               | 16（無綫劇集台） 23（J2）                      | TVB網頁 （页面存档备份，存于） |
| 9月7日   | J2         | 秘密花園                            | 炫彬 河智苑 尹相鉉 金思朗                 | 李必立 朴俊錦 李鍾碩 劉寅娜                                         | 26（J2） 20（翡翠台、韓劇台）                  | TVB網頁 （页面存档备份，存于） |
| 10月16日 | 無綫劇集台 | 49日                                | 李枖原 趙顯宰 裴秀彬 徐智慧 南奎麗 丁一宇 | 崔政宇 俞知仁 孫炳昊 文熙慶 康星民 裴格林                           | 20                                             | TVB網頁 （页面存档备份，存于） |
| 10月20日 | 無綫精選台 | 笑吧！東海                          | 池昌旭 都知嫄 吳智恩 李章宇 朴貞雅        | 鄭錫爾 鄭愛利 Alex 珠妍 林采茂 李甫姫 朴海美 金佑錫                 | 159                                            | [ 7 ]                          |
| 10月22日 | 無綫劇集台 | 大話男女 （對我說謊試試）           | 尹恩惠 姜至奐                             | 盛駿 趙胤熙 洪洙賢 柳承秀                                           | 16（無綫劇集台） 20（J2）                      | TVB網頁 （页面存档备份，存于） |
| 12月17日 | 無綫劇集台 | 女人香氣 （女人香）                 | 金宣兒 李棟旭 嚴基俊 徐孝琳               | 金惠鈺 李正吉 史賢珍 申智秀                                         | 16                                             | TVB網頁 （页面存档备份，存于） |
| 12月25日 | 無綫劇集台 | 說謊的女人 （Miss Ripley）          | 李多海 朴有天 金勝友 姜惠貞               | 張勇 崔明吉 李相燁                                                  | 16（無綫劇集台） 21（高清翡翠台、煲劇2台、J2） | TVB網頁 （页面存档备份，存于） |

## 2012年
| 首播日期 | 頻道       | 劇名 （原名）                          | 主演                               | 合演                                                                 | 集數                                  | 備註                           |
| 1月2日   | J2         | （瑪莉外宿中）                         | 張根碩 文瑾瑩 金材昱 金孝珍        | 李雅賢 朴俊奎 朴相勉 沈怡英                                          | 20（J2） 16（煲劇1台）                | TVB網頁 （页面存档备份，存于） |
| 2月11日  | 無綫劇集台 | 寧死不輸／結婚大龍鳳 （絕不認輸）      | 崔智友 尹相鉉                      | 成東日 金正泰 趙美玲                                                 | 18（無綫劇集台） 22（J2、高清翡翠台） | TVB網頁 （页面存档备份，存于） |
| 2月19日  | 無綫劇集台 | 愛漫弦 （你為我着迷）                  | 鄭容和 朴信惠 宋昶儀 蘇怡賢        | 李現填 姜敏赫 金允慧                                                 | 15                                    |                                |
| 4月5日   | 無綫精選台 | 公主的男人                             | 朴施厚 文彩元 宋鍾鎬 洪洙賢        | 李珉宇 金永哲 李順載                                                 | 24（無綫精選台） 32（J2、翡翠台）     | TVB網頁 （页面存档备份，存于） |
| 4月14日  | 無綫劇集台 | 榮光的在仁                             | 千正明 朴敏英 李章宇               | 崔明吉 孫暢敏 金妍珠 李文植                                          | 24                                    |                                |
| 4月15日  | 無綫劇集台 | 發酵家族                               | 宋一國 朴真熙 李敏英 金永勳        | 崔宰誠 姜信日 鄭愛利                                                 | 24                                    | TVB網頁 （页面存档备份，存于） |
| 6月6日   | 無綫精選台 | 相信愛                                 | 宋在浩 鮮龍女 李在龍 朴珠美        | 文晶熙 李必模 李尚禹 黃雨瑟惠                                        | 62                                    | [ 7 ]                          |
| 6月27日  | 無綫精選台 | 懷抱太陽的月亮 （擁抱太陽的月亮）      | 韓佳人 金秀賢 丁一宇 金旼序        | 金姈愛 全美善 尹勝雅 梁美京 宋在熙                                   | 20（無綫精選台） 25（J2）             | TVB網頁 （页面存档备份，存于） |
| 7月2日   | J2         | CITY HUNTER （城市獵人）               | 李敏鎬 朴敏英 李浚赫 黃善熙 具荷拉 | 金相中 千虎珍 金美淑 金相中 鄭俊                                     | 26                                    | TVB網頁 （页面存档备份，存于） |
| 7月7日   | 無綫劇集台 | 花美男蔬菜店 （蔬菜店的小夥子）        | 池昌旭 黃薪惠 王智慧 金英光        | 朴秀真 全盧民 李世榮 李光洙                                          | 24                                    |                                |
| 7月8日   | 無綫劇集台 |                                        | 池珍熙 具惠善 裕善 李天熙 Clara    |                                                                      | 20                                    | TVB網頁 （页面存档备份，存于） |
| 7月15日  | 高清翡翠台 | （SIGN）                               | 朴新陽 田光烈 金亞中 嚴智苑 鄭糠雲 |                                                                      | 20                                    | [ 5 ] [ 8 ]                    |
| 8月8日   | J2         | 守護波士 （守護老闆）                  | 崔江姬 池晟 金在中 王智慧          | 朴英奎 車和娟 金英玉                                                 | 22                                    | TVB網頁 （页面存档备份，存于） |
| 9月16日  | 無綫劇集台 | 當王子遇上女軍官 （The King 2 Hearts） | 李昇基 河智苑 李允智 曹政奭        | 尹帝文                                                               | 20（無綫劇集台） 25（J2）             | TVB網頁 （页面存档备份，存于） |
| 9月29日  | 無綫劇集台 | 愛情雨                                 | 張根碩 潤娥                        | 鄭進永 李美淑 金英光 金時厚 徐仁國                                   | 20                                    |                                |
| 10月8日  | J2         | 星夢高飛2 （Dream High 2）             | 姜素拉 珍雲 JB 智妍 朴敘俊 孝琳    |                                                                      | 21（J2） 16（煲劇1台）                | TVB網頁 （页面存档备份，存于） |
| 10月12日 | 無綫精選台 | 順藤而上的你                           | 金南珠 劉俊相 尹汝貞               | 趙胤熙 李熙俊 梁瀞疋 俞知仁 張 勇 吳漣序 姜富子 姜敏赫 羅映姬 金相浩 | 58                                    | [ 7 ]                          |
| 11月18日 | 高清翡翠台 | 吸血鬼檢察官                           | 延政勳 李英雅 李原種 張鉉誠        |                                                                      | 12                                    | TVB網頁 （页面存档备份，存于） |
| 11月25日 | 無綫劇集台 | 紳士的品格                             | 張東健 金荷娜 金秀路 金旻鍾 李鐘赫 | 尹世雅 金正蘭 尹貞伊 李宗泫                                          | 20（無綫劇集台） 26（J2）             | TVB網頁 （页面存档备份，存于） |
| 12月8日  | 無綫劇集台 | （I do I do）                          | 金宣兒 李章宇                      | 朴建炯 林秀香                                                        | 16                                    | TVB網頁 （页面存档备份，存于） |
| 12月20日 | J2         | （Big）                                | 孔劉 申園昊 李珉廷 裴秀智 張熙軫   |                                                                      | 20（J2） 16（煲劇1台、TVB韓劇台）     | TVB網頁 （页面存档备份，存于） |

## 2013年
| 首播日期 | 頻道       | 劇名 （原名）                             | 主演                                        | 合演                                      | 集數                                      | 備註                           |
| 1月2日   | 無綫精選台 | 神的晚餐                                  | 成宥利 朱相昱 李尚禹 徐玄振 錢忍和 金甫娟   | 鄭惠先 鄭東煥 朴相勉 陳泰賢 嚴孝燮 宋旻晶 | 32（無綫精選台） 46（J2）                 | TVB網頁 （页面存档备份，存于） |
| 2月2日   | 無綫劇集台 | 赤道的男人                                | 嚴泰雄 李浚赫 李寶英 林晶恩                 | 金永哲 車和娟 李在勇 李原種 鄭昊彬        | 20                                        |                                |
| 2月3日   | 無綫劇集台 | 善良的男人 （世上哪裡都找不到的善良男人） | 宋仲基 文彩元 朴時妍                        | 李光洙 金太勳 李相燁                      | 20（無綫劇集台、J2重播） 25（J2首播）     | TVB網頁 （页面存档备份，存于） |
| 2月15日  | 無綫精選台 | 伴我啟航 （May Queen）                    | 韓智慧 金載沅 在喜 孫恩書                   | 李德華 梁美京 金志映 李勳                 | 38                                        | [ 7 ]                          |
| 2月21日  | J2         | 閣樓王世子 （屋塔房王世子）               | 朴有天 韓志旼 李太成 鄭柔美                 | 宋鈺宿 潘曉靜 羅映姬 李文植 安奭奐        | 25                                        | TVB網頁 （页面存档备份，存于） |
| 4月1日   | J2         | 五指咒鳴曲 （五指）                       | 朱智勳 蔡時那 池昌旭 陳世娫                 | 全美善 全盧民 鄭恩宇 車和娟               | 40（J2） 30（煲劇1台）                    | TVB網頁 （页面存档备份，存于） |
| 4月10日  | 無綫精選台 | 情約烏鵲橋 （烏鵲橋兄弟）                 | U-ie 周元 柳秀榮 鄭雄仁 延宇振              | 金容琳 金慈玉 白一燮 朴俊錦 金容建 崔貞允 | 58                                        | [ 7 ]                          |
| 4月10日  | 無綫精選台 | （Dr. JIN）                               | 宋承憲 朴敏英 金在中 李凡秀 李昭娟          |                                           | 22                                        | TVB網頁 （页面存档备份，存于） |
| 4月13日  | 無綫劇集台 | （海雲臺戀人們）                          | 金剛 趙如晶 鄭錫元 南奎麗 姜珉耿            |                                           | 16                                        |                                |
| 4月13日  | 無綫劇集台 | 幽靈                                      | 蘇志燮 李沇熹 嚴基俊 郭度沅 宋昰昀          |                                           | 20（無綫劇集台／煲劇1台） 25（J2）        | TVB網頁 （页面存档备份，存于） |
| 4月14日  | 無綫劇集台 | 2013 高校風雲 （學校2013）                | 張娜拉 崔丹尼爾 李鍾碩 朴世榮 金宇彬 柳孝榮 |                                           | 16                                        | [ 13 ]                         |
| 5月10日  | 煲劇2台    | 想念你 （想你）                           | 朴有天 尹恩惠 俞承豪 張美仁愛               | 韓振熙 田光烈 車和娟 都知嫄               | 21（煲劇2台） 27（J2）                    | TVB網頁 （页面存档备份，存于） |
| 6月8日   | 煲劇1台    | 信義                                      | 李敏鎬 金喜善                               | 劉五性 申恩廷 成勛 柳德煥                 | 24（煲劇1台） 33（高清翡翠台、TVB煲劇台） | TVB網頁 （页面存档备份，存于） |
| 6月9日   | 煲劇1台    | 電視劇之王 （電視劇帝王）                 | 金明民 鄭麗媛 崔始源 吳知恩                 |                                           | 18（煲劇1台） 22（J2）                    | TVB網頁 （页面存档备份，存于） |
| 6月16日  | 高清翡翠台 | 吸血鬼檢察官2                             | 延政勳 李英雅 李原種 李璟榮 金株英 權賢尚   |                                           | 11                                        | TVB網頁 （页面存档备份，存于） |
| 6月22日  | 煲劇1台    | 阿娘使道傳                                | 李準基 新慜娥 延宇振 權五重 黃寶羅          |                                           | 20                                        | [ 7 ] [ 13 ]                   |
| 7月1日   | 煲劇2台    | 親愛的素英 （我的女兒瑞英）               | 李寶英 李相侖 千虎珍 朴海鎮 崔政宇 洪堯燮   | 金惠鈺 宋鈺宿 朴貞雅 沈亨倬 崔允英 李正信 | 50                                        | [ 7 ]                          |
| 7月1日   | J2         | 鄰家花美男                                | 朴信惠 尹施允 金智勳 朴秀真                 | 高庚杓 水田航生 金正山 金昭怡             | 14（J2） 16（TVB煲劇台）                  | TVB網頁 （页面存档备份，存于） |
| 7月6日   | 煲劇1台    | 那年冬天 風在吹 （那年冬天，起風了）      | 趙寅成 宋慧喬 金汎 鄭恩地                   | 裴宗玉 金圭哲 金太祐 金永勳 徐孝琳        | 16（煲劇1台） 20（J2）                    | TVB網頁 （页面存档备份，存于） |
| 8月11日  | 煲劇1台    | 清潭洞愛麗絲                              | 文瑾瑩 朴施厚 蘇怡賢 金知碩                 | 韓振熙 金釉利 朴廣賢 崔星俊               | 16（煲劇1台） 21（J2）                    | TVB網頁 （页面存档备份，存于） |
| 9月10日  | 煲劇2台    | 黃色復仇草                                | 李幼梨 尹兒貞 玄宇成 鄭燦                   |                                           | 108                                       |                                |
| 10月6日  | 煲劇1台    | 我戀愛的一切                              | 申河均 李珉廷 朴喜洵 韓彩雅                 |                                           | 16                                        | [ 7 ] [ 13 ]                   |
| 10月13日 | 高清翡翠台 | 十級重案 （特殊案件專案組TEN）            | 朱相昱 趙安 金相浩 崔宇植                   |                                           | 9                                         | TVB網頁 （页面存档备份，存于） |
| 10月16日 | 煲劇2台    | 錢的化身                                  | 姜至奐 黃正音 朴尚民                        | 崔汝珍 吳允兒 金守美                      | 24                                        | TVB網頁 （页面存档备份，存于） |
| 10月26日 | 煲劇1台    | IRIS 2／IRIS II                           | 張 赫 李多海 李凡秀 吳娟受                  | 林秀香 尹斗俊 李 準 金永哲                | 20                                        | TVB網頁 （页面存档备份，存于） |
| 11月4日  | J2         | 職場之神                                  | 金惠秀 吳智昊 鄭有美 李熙俊 全慧彬          |                                           | 20（J2） 16（煲劇1台）                    | TVB網頁 （页面存档备份，存于） |
| 11月25日 | 煲劇2台    | 無子無憂 （無子無懮）                     | 李順載 徐宇林 劉東根 金海淑 宋承煥 林藝真   | 尹多勳 甄美里 全洋子 河錫辰 嚴智苑 吳允兒 | 40                                        | [ 7 ]                          |
| 12月1日  | 煲劇1台    | （當男人戀愛時）                          | 宋承憲 申世景 蔡貞安 延宇振                 |                                           | 20                                        | [ 13 ]                         |
| 12月2日  | J2         | （戀愛操作團：大鼻子情聖）                | 李鐘赫 秀英 洪宗玄 趙潤宇 李天熙            |                                           | 16                                        | TVB網頁 （页面存档备份，存于） |
| 12月27日 | J2         | 7級公務員                                 | 周元 崔江姬 黃燦盛 金旼序                   |                                           | 26（J2） 20（韓劇台）                     | TVB網頁 （页面存档备份，存于） |

## 2014年
| 首播日期 | 頻道       | 劇名 （原名）                               | 主演                                                         | 合演                                                                                              | 集數                               | 備註                                              |
| 1月4日   | 煲劇1台    | 鯊魚                                        | 金南佶 孫藝珍 河錫辰 李荷妮                                  | 南寶拉 李施彥 李正吉 金圭哲 朴元相 李洙赫                                                         | 20                                 | TVB網頁 （页面存档备份，存于）                    |
| 1月20日  | 煲劇2台    | 最佳李純信                                  | IU 曹政奭 劉寅娜 高周元 孫泰英 高斗心                        | 金甲洙 李美淑 李志勳 裴格林                                                                       | 50                                 | [ 7 ]                                             |
| 2月1日   | 煲劇1台    | 女王的教室                                  | 高賢廷 金香奇 千寶根 金賽綸 徐信愛 李英幼                    | 尹汝貞 李基英 鄭石勇 崔允英 卞貞秀 李雅賢                                                         | 16                                 |                                                   |
| 2月9日   | 煲劇1台    | 黃金帝國                                    | 高洙 李枖原 孫賢周 柳承秀 張新英                             | 金美淑 嚴孝燮 高恩美 李現填 鄭漢溶 李一花 尹承雅 高仁範 朴根瀅                                    | 24                                 | [ 13 ]                                            |
| 2月9日   | 高清翡翠台 | 野王                                        | 權相佑 秀愛 鄭允浩 金成鈴                                    | 鄭昊彬 權賢尚 李一花 成智陸 高濬熙 李載允 高仁範 朴敏荷 車和娟 李德華                             | 24                                 | TVB網頁 （页面存档备份，存于）                    |
| 2月13日  | 煲劇2台    | 火之女神 （火之女神井兒）                   | 文瑾瑩 李相侖 金汎 朴建炯 徐玄振 田光烈                      | 邊熙峰 李鍾原 成智陸 鄭普碩 韓高恩 李光洙                                                         | 32                                 | [ 13 ]                                            |
| 3月3日   | 高清翡翠台 | 一代紅顏 - 張玉貞 （張玉貞，為愛而生）      | 金泰希 劉亞仁 洪洙賢 在喜 李相燁 韓昇延                      |                                                                                                   | 34                                 | TVB網頁 （页面存档备份，存于）                    |
| 3月15日  | 煲劇1台    | 好醫生 （Good Doctor）                      | 周元 文彩元 朱相昱 金旼序                                    | 千浩振 郭度沅 羅映姬 曹熙奉 高昌錫 金英光 金賢秀 嚴賢璟                                           | 20（煲劇1台） 26（J2）             | TVB網頁 （页面存档备份，存于）                    |
| 3月31日  | 煲劇2台    | 家族醜聞 （醜聞：極具衝擊性與不道德的事件） | 金載沅 曹在顯 奇太映 趙胤熙 朴尚民 申恩慶 金慧利 金奎吏      | 朴正哲 韓可露 安奭奐 楊鎮宇 洪汝珍 鄭奎洙                                                         | 36                                 | [ 7 ]                                             |
| 4月18日  | J2         | 聽見你的聲音                                | 李寶英 李鍾碩 尹相鉉 李多熙                                  | 鄭雄仁 鄭東煥 金海淑 尹朱尚 金光奎 崔星俊                                                         | 24（J2） 18（韓劇台）              | TVB網頁 （页面存档备份，存于）                    |
| 4月27日  | 煲劇1台    | 來自星星的你                                | 全智賢 金秀賢 朴海鎮 劉寅娜                                  | 羅映姬 嚴孝燮 安宰賢 洪真京 曹熙奉 金甫美 金昌完 金賢秀 申成祿 李正吉 成秉淑 李一花 吳尚津 金希沅 | 21                                 | TVB網頁 （页面存档备份，存于）                    |
| 5月20日  | 煲劇2台    | 王家一家人                                  | 羅文姬 張勇 金海淑 吳賢慶 趙成夏 李泰蘭 吳萬石 李允智 韓周完 |                                                                                                   | 50                                 | [ 7 ]                                             |
| 5月24日  | 煲劇1台    | 繼承者們 （欲戴王冠，必承其重－繼承者們）   | 李敏鎬 朴信惠 金宇彬 鄭秀晶 金智媛 姜敏赫                    | 姜河那 朴炯植 全秀珍 崔振赫 金成鈴 鄭東煥                                                         | 20（煲劇1台） 24（J2）             | TVB網頁 （页面存档备份，存于）                    |
| 7月13日  | 煲劇1台    | 奇怪的保姆                                  | 崔智友 李成宰 王智慧 金所炫 蔡相宇 南多凜 姜智宇             | 朴根瀅 沈宜英 金海淑 鄭石勇 宋鍾鎬 金姬貞                                                         | 20（煲劇1台） 24（J2）             | TVB網頁 （页面存档备份，存于）                    |
| 7月18日  | J2         | 主君的太陽                                  | 蘇志燮 孔曉振 徐仁國 金釉利                                  | 崔政宇 金美京 李鍾原 韓寶凜                                                                       | 22（首播） 17（重播、韓劇台）      | TVB網頁 （页面存档备份，存于）                    |
| 7月29日  | 煲劇2台    | 黃金彩虹                                    | U-ie 丁一宇 李載允 車藝蓮                                    | 金相中 朴元淑 趙敏基 池秀媛 都知嫄 嚴孝燮                                                         | 41                                 | [ 7 ]                                             |
| 8月2日   | 煲劇1台    | 秘密                                        | 池晟 黃正音 裴秀彬 李多熙                                    | 李德華 趙美玲 宋玟京 崔雄 姜南吉 鄭秀英 楊姬瓊 姜信日                                             | 16（煲劇1台） 22（J2）             | TVB網頁 （页面存档备份，存于）                    |
| 8月8日   | 煲劇1台    | 沒關係 這是愛情 （沒關係，是愛情啊）        | 趙寅成 孔曉振 成東日 李光洙 都暻秀                           | 梁益俊 車和娟 金美京 李聖經                                                                       | 16（煲劇1台） 20（J2）             | 首播時不設粵語配音 TVB網頁 （页面存档备份，存于） |
| 8月20日  | J2         | 急診男女                                    | 崔振赫 宋智孝 李必模 崔汝珍 Clara                            | 朴俊琴 姜信日 全秀珍 朴斗植 李美英 尹仲勳 李漢偉 全秀卿                                           | 25（J2） 21（韓劇台）              | TVB網頁 （页面存档备份，存于）                    |
| 8月24日  | 煲劇1台    | 一起吃飯吧                                  | 李水京 尹斗俊 沈亨倬 尹邵熙                                  | 李度妍 鄭秀英                                                                                     | 16                                 |                                                   |
| 9月24日  | 煲劇2台    | 很好的日子 （真是好時節）                   | 李瑞鎮 金喜善 玉澤演                                         | 柳承秀 金芝荷 尹汝貞 金永哲 金光奎 金相浩                                                         | 50                                 | [ 7 ]                                             |
| 9月24日  | J2         | 九轉迴香 （Nine：九回時間旅行）             | 李陣郁 趙胤熙                                                | 全盧民 李承俊 鄭東煥 嚴孝燮                                                                       | 20                                 | TVB網頁 （页面存档备份，存于）                    |
| 9月27日  | 煲劇1台    | 異鄉醫生 （異鄉人醫生）                     | 李鍾碩 陳世娫 朴海鎮 姜素拉                                  | 全國煥 崔政宇 金相浩 嚴秀貞                                                                       | 20（煲劇1台） 26（J2）             | TVB網頁 （页面存档备份，存于）                    |
| 9月28日  | 煲劇1台    | 韓國小姐                                    | 李沇熹 李善均 李美淑 宋善美                                  | 李聖旻 李己雨 高聖熙 洪智敏 姜漢娜 河戀姝                                                         | 20（煲劇1台） 28（J2）             | TVB網頁 （页面存档备份，存于）                    |
| 10月3日  | 煲劇1台    | 可愛的妳 （對我而言可愛的她）               | 鄭智薰 鄭秀晶 車藝蓮 金明洙                                  | 金鎮祐 羅海嶺 曹熙奉 秋憲坤 李浩沅 金基邦 朴斗植 李礎熙                                           | 16（煲劇1台、J2重播） 22（J2首播） | 首播時不設粵語配音 TVB網頁 （页面存档备份，存于） |
| 10月22日 | J2         | 未來的選擇                                  | 尹恩惠 李東健 鄭容和 韓彩雅 崔明吉                           | 吳正世 高斗心                                                                                     | 20                                 | TVB網頁 （页面存档备份，存于）                    |
| 10月26日 | 高清翡翠台 | 十級重案2 （特殊案件專案組TEN 2）           | 朱相昱 趙安 金相浩 崔宇植                                    | 尹智慧 崔凡浩                                                                                     | 12                                 | TVB網頁 （页面存档备份，存于）                    |
| 11月6日  | 煲劇2台    | 感激時代：鬪神的誕生                        | 金賢重 林秀香 陳世娫                                         | 崔宰誠 孫炳昊 尹賢旻 申恩廷 金甲洙 梁益俊 俞泰雄 金雷夏 宋再臨 李哲民                             | 24                                 | [ 7 ]                                             |
| 12月3日  | 煲劇2台    | 借肚復仇 （布穀鳥巢）                       | 張瑞希 李彩英 黃東柱 金慶南                                  | 玄宇成                                                                                            | 102                                | [ 7 ]                                             |
| 12月5日  | 煲劇1台    | 交響情人夢 （明日如歌）                     | 周元 沈恩敬                                                  | 李雅賢 朴寶劍 趙潤宇 高庚杓                                                                       | 16（煲劇1台） 22（J2）             | 首播時不設粵語配音 TVB網頁 （页面存档备份，存于） |
| 12月6日  | 煲劇1台    | 流氓繼承人 （Big Man）                      | 姜至奐 李多熙 崔丹尼爾 庭沼珉                                | 宋鈺宿 權海驍 李對淵 尹邵熙 金美京 嚴孝燮                                                         | 16                                 | [ 13 ]                                            |
| 12月7日  | 煲劇1台    | 黃金交叉                                    | 李是英 嚴基俊 韓銀貞 鄭普碩                                  | 李對淵 鄭愛利 徐珉志 曹熙奉 李雅賢 朴元相                                                         | 20                                 | [ 13 ]                                            |
| 12月20日 | 煲劇1台    | 花樣爺爺搜查隊                              | 金希澈 李順載 邊熙峰 張光 李礎熙                             | 朴恩智 金應洙 金秉世 朴孝珠 李己雨 崔振赫                                                         | 12                                 |                                                   |

## 2015年
| 首播日期 | 頻道            | 劇名 （原名）                       | 主演                                                  | 合演                                                                                              | 集數                              | 備註                                              |
| 1月28日  | 煲劇2台         | 夜警日誌 （更夫日誌）               | 丁一宇 鄭允浩 高聖熙 徐睿知                           | 金興銖 金盛吳 尹泰榮 沈恩珍 趙雅英                                                                | 24                                |                                                   |
| 1月29日  | J2              | 高校打工王 （高校處世王）           | 徐仁國 李荷娜 李洙赫 李烈音                           | 吳光祿 韓振熙                                                                                     | 25（J2） 17（韓劇台）             | TVB網頁 （页面存档备份，存于）                    |
| 1月30日  | 煲劇1台         | 愛上哪個我 （Kill Me Heal Me）      | 池晟 黃正音 朴敘俊 金釉利 吳閔碩                      | 金姈爱 崔元英 金容建 沈慧珍 高昌锡 明世彬                                                         | 20（煲劇1台） 27（J2）            | 首播時不設粵語配音 TVB網頁 （页面存档备份，存于） |
| 1月31日  | 煲劇1台／日劇台 | 百年新娘                            | 李洪基 楊真誠 成赫                                    | 崔日和 任秉基 申恩廷 南貞姬                                                                       | 20                                |                                                   |
| 2月12日  | 煲劇2台         | 謊誕家族 （驚豔的她）               | 吳賢慶 朴誠雄 振永 韓政秀 安善英 權律                 | 趙漢哲 楊真誠 朴利底亞 崔政宇 方仲賢 朴成俊 全奉賢 安世河                                         | 12                                | [ 7 ]                                             |
| 2月15日  | 煲劇1台／日劇台 | 你們被包圍了                        | 李昇基 車勝元 高雅羅                                  | 安宰賢 朴正民 成智陸 吳允兒 林元熙 徐宜淑                                                         | 20（煲劇1台／TVB日劇台） 26（J2） | TVB網頁 （页面存档备份，存于）                    |
| 3月2日   | 煲劇2台         | 出生的秘密                          | 劉俊相 成宥利 葛素媛                                  | 金甲洙 李孝正 李真 金英光 趙美玲 鄭石勇                                                           | 18（煲劇2台） 24（J2）            | TVB網頁 （页面存档备份，存于）                    |
| 3月6日   | J2              | 別有用心單身女 （心懷叵測的恢單女） | 朱相昱 李珉廷 金奎吏 徐康俊                           | 金明洙 金應洙 權琪善 金容熙 黃寶羅 李正吉 李炳俊 林志恩 崔哲浩 李瑜瑛                             | 22                                | TVB網頁 （页面存档备份，存于）                    |
| 4月4日   | 韓劇台          | 傲慢與偏見                          | 崔振赫 白珍熙 崔民秀 李泰煥 孫暢敏                    | 崔宇植 張航善 鄭慧星 盧宙鉉                                                                       | 21                                | [ 13 ]                                            |
| 4月4日   | 韓劇台          | 愛上Pinocchio （Pinocchio）         | 李鍾碩 朴信惠 金英光 李侑菲                           | 陳 慶 金光奎 李必模 閔成旭 姜信日 趙德賢 邊熙峰 申正根 金海淑 尹鈞相                              | 20（TVB韓劇台） 26（J2）          | TVB網頁 （页面存档备份，存于）                    |
| 4月5日   | 韓劇台          | 不要戀愛要結婚                      | 韓可露 延宇振 鄭珍雲 韓善伙 許正民 尹邵熙             | 林藝真 朴俊奎 金海淑 金甲洙 金英玉 朴熙珍                                                         | 16（TVB韓劇台） 22（J2）          | TVB網頁 （页面存档备份，存于）                    |
| 4月5日   | 韓劇台          | 未生                                | 任時完 姜素拉 李聖旻 姜河那 卞耀漢                    | 金大明 申恩廷 朴海俊 金希沅 柳泰湖 南慶邑                                                         | 20（TVB韓劇台） 16（J2）          | TVB網頁 （页面存档备份，存于）                    |
| 4月6日   | 韓劇台          | 家人之間為何這樣                    | 劉東根 金賢珠 金相慶 孫淡妃 尹博 朴炯植 南志鉉 徐康俊 | 楊姬瓊 金正蘭 金正民 金容建 金日宇 甄美里 羅映姬 李素允                                           | 53                                | [ 7 ]                                             |
| 4月6日   | J2              | 妙手天團 （Medical Top Team）       | 權相佑 鄭麗媛 朱智勳 吳漣序 崔珉豪                    | 金姈愛 安內相 李姬珍 金基邦 趙宇麗 秋憲坤 朴元相 高媛熙                                           | 25                                | TVB網頁 （页面存档备份，存于）                    |
| 5月19日  | 韓劇台          | 製作人們 （製作人）                 | 車太鉉 孔晓振 金秀賢 IU                               | 朴赫權 金鐘國 徐基澈 芮智媛 林藝真 金惠鈺 羅映姬 趙漢哲                                           | 12（TVB韓劇台） 22（J2）          | 首播時不設粵語配音 TVB網頁 （页面存档备份，存于） |
| 5月31日  | 韓劇台          | 謎情鋼刀男 （鋼鐵人）               | 李棟旭 申世景 韓政秀 金甲洙                           | 李美淑 韓銀貞 申承煥 金善雄 金亨範 羅美蘭                                                         | 18                                |                                                   |
| 6月13日  | 韓劇台          | 海德、哲基尔与我                    | 炫彬 韓志旼 盛駿 惠利                                 | 李承俊 郭熙聖 申恩廷 李準赫 李德華 韓尚進 李世娜 孟床訓                                           | 20                                |                                                   |
| 6月14日  | 韓劇台          | TRIANGLE                            | 金在中 李凡秀 任时完 白珍熙 吳娟受                    | 申承煥 Shorry J 金秉玉 金志映 鄭智允 金炳基 姜信日 張東稷                                         | 26                                |                                                   |
| 6月18日  | 韓劇台          | 天國的眼淚                          | 朴智英 洪雅凜 徐俊英 尹瑞                             | 李鍾原 尹多勳 金麗珍 印喬鎮 朴根瀅 朴貞洙 尹朱尚 周旻荷                                           | 50                                | [ 7 ]                                             |
| 6月20日  | 韓劇台          | 我人生的春天                        | 甘宇成 崔秀榮 李浚赫 張新英                           | 玄升玟 吉政祐 閔智雅 李在源 沈慧珍 權海驍 李基英 賈得熙                                           | 16                                | [ 7 ]                                             |
| 7月23日  | 韓劇台          | 家族的秘密                          | 申恩慶 金承洙 車和娟 柳太準 李一花 柳孝榮             | 安政勳 申東美 申智浩 劉梨卿 李正俊 李言廷 善雨 孫德基 柳瑞真 金在勝                               | 103                               | [ 7 ]                                             |
| 8月2日   | 韓劇台          | 摩登農夫                            | 李洪基 李荷妮 朴敏雨 李施彥 郭東延                    | 李漢偉 李一花 金宰賢 金秉玉 徐東沅 權珉娥 鄭詩雅 韓寶凜                                           | 20                                |                                                   |
| 8月15日  | 韓劇台          | 忽然30歲 （Mr. Back）               | 申河均 張娜拉 李準 朴藝珍                             | 鄭錫元 黃寶羅 趙美玲 全國煥 黃英熙 李文植                                                         | 16                                |                                                   |
| 8月22日  | 韓劇台          | 暴瘋刑警 （壞小子們）               | 金相中 馬東錫 朴海鎮 趙東赫 姜藝媛                    | 姜信日 朴正學 閔智雅 黃承言 金太勳 金慧允 朴孝俊 朴正佑                                           | 11                                |                                                   |
| 8月24日  | J2              | 3日殺機 （Three Days）              | 朴有天 孫賢周 朴河宣 蘇怡賢                           | 尹帝文 張鉉誠 崔元英 李對淵 安吉強 金正學 李在勇 曹熙奉 白書彬 權敏 鄭原仲 朴赫權                 | 21                                | TVB網頁 （页面存档备份，存于）                    |
| 9月13日  | 韓劇台          | 王的面孔                            | 徐仁國 李成宰 趙胤熙 金奎吏 申成祿 高媛熙             | 林志恩 金希珍 朴柱亨 尹鋒吉 林智圭 安奭奐 朱鎮模 李炳俊 李順載 李基英                             | 23                                |                                                   |
| 9月22日  | J2              | 奇皇后                              | 河智苑 朱鎮模 池昌旭 白珍熙                           | 金英浩 真理翰 金瑞亨 全國煥 金正鉉 鄭雄仁 李文植 林珠銀 權五中 柳仁英 趙在允 李原種 李智賢 尹兒貞 | 64                                | TVB網頁 （页面存档备份，存于）                    |
| 10月3日  | 韓劇台          | 看見味道的少女                      | 朴有天 申世景 南宮珉 尹珍序                           | 李原種 曹熙奉 崔泰俊 崔在煥 朴真珠 金所炫 宋鍾鎬 吳楚姬                                           | 16（TVB韓劇台） 21（J2）          | TVB網頁 （页面存档备份，存于）                    |
| 10月5日  | 韓劇台          | 聽到傳聞                            | 劉俊相 柳好貞 高我星 李準                             | 朴昭英 張鉉誠 尹福仁 孔昇延 白智妍 張浩一 吉海娟 張昭娟                                           | 30                                |                                                   |
| 10月10日 | 韓劇台          | 惡女一家人 （不善良的女人們）       | 李荷娜 蔡時那 金惠子 都知嫄 金知碩 宋再臨             | 張美姬 李順載 朴赫權 金惠恩 孫暢敏 徐宜淑                                                         | 24                                |                                                   |
| 10月11日 | 韓劇台          | 阿媽上學去 （憤怒的媽媽）           | 金喜善 智鉉寓 金裕貞                                  | 林炯俊 高水熙 全國煥 尹芮珠 Baro Jisoo 朴英奎 金太勳 朴根瀅 吳允兒                                | 16                                | TVB網頁 （页面存档备份，存于）                    |
| 11月16日 | 韓劇台          | 青鳥之家                            | 李浚赫 李相燁 蔡秀彬 慶收真 崔明吉 千浩振             | 鄭再順 金正學 李惠淑 鄭原仲 宋鈺宿 嚴賢璟 南慶邑 金慧渲                                           | 50                                |                                                   |
| 11月28日 | 韓劇台          | 窩心餐廳 （心情好又暖）             | 姜素拉 柳演錫 振永 金盛吳 徐伊安 李成宰               | 李漢偉 金姬貞 玉智英 金美珍 李容伊 具芬林 崔成民 李尚顯                                           | 16                                |                                                   |
| 11月29日 | 韓劇台          | 絕命反擊 （Punch）                  | 金來沅 金亞中 曹在顯 崔明吉 溫朱莞 徐智慧             | 金應洙 李漢偉 宋鈺宿 金智憐 李令恩 朴赫權 李基英 張鉉誠                                           | 19                                |                                                   |
| 12月6日  | 韓劇台          | 超級爸B （Super Daddy 烈）          | 李東健 李幼梨 李蕊                                    | 姜南吉 徐睿知 金美京 徐俊英 李漢偉 張光 崔珉 朴柱亨 崔大哲 吳珠恩                                 | 16                                | [ 7 ]                                             |

## 2016年
| 首播日期 | 頻道   | 劇名 （原名）                     | 主演                                                                       | 合演                                                                                | 集數                  | 備註                           |
| 1月2日   | 韓劇台 | 前女友俱樂部                      | 卞耀漢 宋智孝 李允智 張智恩 柳和榮                                         | 曹政治 申東美 姜秀珍 都想友 池昭妍 金思權                                           | 12（韓劇台） 15（J2） | TVB網頁 （页面存档备份，存于） |
| 1月23日  | 韓劇台 | 我的冤鬼女友 （Oh 我的鬼神君）    | 曹政奭 朴寶英 金瑟琪 林周煥                                                | 朴貞雅 申恩慶 姜其勇 郭時暘 申惠善                                                  | 16（韓劇台） 22（J2） | TVB網頁 （页面存档备份，存于） |
| 1月25日  | 韓劇台 | 守護家族                          | 在喜 姜星 鄭惠仁                                                           | 邊熙峰 潘曉靜 崔日和 李輝香 Romina 朴哲浩 林性珉 李烈音 趙榮旻 鄭多彬 申承煥 金東允 | 123                   |                                |
| 1月31日  | 韓劇台 | 一起吃飯吧2                       | 尹斗俊 徐玄振 權律                                                         | 金志映 金希沅 黃石正 趙恩智 黃承言 李柱勝 金丹律                                    | 18                    |                                |
| 2月7日   | 韓劇台 | 潛行特警 （隱藏身份）             | 金汎 朴誠雄 尹素怡 李原種                                                  | 金太勳 林賢成 李璟榮 崔政宇 姜聲振 金炳春                                           | 16                    |                                |
| 2月13日  | 韓劇台 | 草根議員 （Assembly）             | 鄭在詠 宋玧妸 玉澤演 張鉉誠 金瑞亨 朴英奎                                  | 李元才 鄭熙泰 崔鎮鎬 吉海娟 成智陸 尹福仁 徐鉉哲 林智圭 金甫美 孫炳昊 李航娜 金志珉 | 20                    |                                |
| 3月19日  | 韓劇台 | 龍八                              | 周元 金泰希 蔡貞安 趙顯宰                                                  | 鄭雄仁 Stephanie Lee 朴慧秀 裴海善 金美京 文知茵 張光 南明烈                        | 18（韓劇台） 23（J2） | [ 15 ] [ 4 ]                   |
| 4月3日   | 韓劇台 | 刑警靚媽 （Mrs. Cop）             | 金喜愛 金旻鍾 孫浩俊 李多熙 李起光                                         | 李基英 申素律 申承煥 鄭秀英 金甲洙 朴敏荷                                           | 18                    | [ 16 ] [ 15 ]                  |
| 4月3日   | 韓劇台 | 塑身女神 （Oh My Venus）          | 蘇志燮 新慜娥 鄭糠雲 柳仁英                                                | Henry 成勛 潘曉靜 崔日和 陳慶 金正泰 崔鎮鎬 趙恩智                                  | 16（韓劇台） 20（J2） | [ 15 ] [ 4 ]                   |
| 4月19日  | 韓劇台 | 愛情吹波糖 （泡泡糖）             | 李棟旭 鄭麗媛 李鐘赫 朴喜本 裴宗玉 朴俊琴                                  | 李承俊 朴成根 金正蘭 金利娜 安宇然 李文秀 朴元相 金思權                             | 16                    | [ 16 ]                         |
| 4月20日  | 韓劇台 | 婆媽關係 （拜託了，媽媽）         | 柳真 李尚禹 高斗心 金甲洙 金美淑 宋承桓 金英玉 吳閔碩 孫汝恩 崔泰俊 趙寶兒 | 盧秀珊娜 李詩媛 鄭殷杓 權珉娥 具惠玲 閔智雅 宋鍾鎬 金素英 尹熙錫 姜聲振             | 54                    |                                |
| 5月17日  | 韓劇台 | 第二個二十歲                      | 崔智友 李相侖 崔元英 金旻載 孫娜恩                                         | 鄭秀英 潘曉靜 崔允素 金康鉉 朴孝珠 盧英學 秦基周 李在濬                             | 16                    |                                |
| 5月26日  | 韓劇台 | 青春向前衝 （無理的前進）         | 鄭恩地 李源根 蔡秀彬 車學沇 Jisoo                                          | 金民浩 姜敏兒 鄭永勳 孫炳俊 申載夏 金知碩 朴海美 印喬鎮 金汝真 崔德文               | 12                    |                                |
| 6月2日   | 韓劇台 | 記憶復仇 （Remember－兒子的戰爭） | 俞承豪 朴誠雄 朴敏英 鄭慧星 南宮珉 田光烈                                  | 金鎮祐 金亨範 李姃垠 韓振熙 李施彥 嚴孝燮 韓寶貝 李原種 宋英奎 鄭仁基 朴賢淑 金英雄 | 20                    | [ 15 ]                         |
| 6月14日  | 韓劇台 | KARA 愛情習作 （Secret Love）     | 昇延 荷拉 知英 妮可 奎利 延宇振 金英光 裴秀彬 李光洙 池昌旭                | 宋再臨 金圭哲 李對淵 洪錫天                                                         | 10                    | TVB網頁 （页面存档备份，存于） |
| 7月5日   | 韓劇台 | 薯嘜一家人 （馬鈴薯星2013QR3）    | 李順載 盧宙鉉 琴寶羅 夏沇秀 呂珍九 高庚杓 徐睿知                           | 崔松賢 金正民 吳英實 金光奎 朱利安·姜 鄭慧星 朴徽淳 藤井美菜                        | 120                   |                                |
| 7月7日   | 韓劇台 | 解碼追兇 （Signal）               | 李帝勳 金惠秀 趙震雄                                                       | 鄭海均 張鉉誠 金元海 鄭韓妃 姜燦熙 李侑俊 金敏奎                                    | 16（韓劇台） 25（J2） | [ 15 ] [ 4 ]                   |
| 7月12日  | 韓劇台 | 戀愛育成遊戲 （You Will Love Me） | 吳昶錫 李泰林 李敏英 唯一                                                  | 許俊 朴熙珍 申曉靜 朴元斌 韓熙貞 方正植 金京振 羅勇勳                               | 16                    |                                |
| 7月16日  | J2     | 神的禮物 （神的禮物－14天）       | 李寶英 曹承佑 金太祐 鄭糠雲 金幼彬                                         | 鄭殷杓 Baro 申久 安世河 延濟旭 韓善伙                                               | 16                    | TVB網頁 （页面存档备份，存于） |
| 7月19日  | 韓劇台 | B任務 （My Little Baby）          | 吳智昊 李水京 金旻載 南智賢                                                | 鄭秀英 高水熙 洪恩澤 張熙秀 太杭鎬 周詩曦 金聖基                                    | 16                    |                                |
| 8月11日  | 韓劇台 | 街坊英雄 （鄰家英雄）             | 朴施厚 趙成夏 李洙赫 權俞利 鄭滿植 尹泰榮                                  | 崔允素 宋在浩 朴順天 姜京憲 池一株 陳慶 池昭妍 李漢偉 安奭奐 金甫美 李哲民          | 16                    | [ 15 ]                         |
| 9月1日   | 韓劇台 | 消失的記憶 （記憶）               | 李聖旻 金志秀 朴真熙 李俊昊 尹邵熙                                         | 潘曉靜 南多凜 朴俊琴 全盧民 崔德文 尹敬浩 李己雨 李正吉 朴柱亨 宋善美               | 16                    | [ 15 ] [ 7 ]                   |
| 9月6日   | 韓劇台 | 刑警靚媽2 （Mrs. Cop 2）          | 金成鈴 金汎 金旻鍾                                                         | 任瑟雍 孫淡妃 金熙燦 李準赫 崔鎮鎬 車和娟 張鉉誠 尹朱尚 李孝濟 李美度               | 20                    | [ 15 ] [ 7 ]                   |
| 9月6日   | J2     | HEALER追擊 （Healer）             | 池昌旭 朴敏英 劉智泰                                                       | 金美京 吳光祿 金景淑 朴相勉 朴元相 朴相元 都知嫄 禹喜珍 朴相旭 趙漢哲               | 26                    | TVB網頁 （页面存档备份，存于） |
| 9月13日  | 韓劇台 | 吸血鬼偵探                        | 李準 吴正世 李世榮                                                         | 李清娥 安世河 趙福來 金允慧 Jei 金基茂                                              | 12                    | [ 15 ]                         |
| 9月27日  | 韓劇台 | 六龍飛天                          | 劉亞仁 金明民 申世景 卞耀漢 尹鈞相 千虎珍                                  | 鄭柔美 李知勳 金姬貞 朴海秀 尹孫河 李礎熙 孔昇延 崔鍾元 朴赫權 全盧民 韓尚進 全國煥 | 50                    | [ 7 ]                          |
| 10月6日  | 韓劇台 | 戲子                              | 池晟 惠利 蔡貞安 姜敏赫                                                    | 鄭滿植 L.Joe 孔明 李泰宣 安內相 全盧民                                              | 18                    | [ 15 ]                         |
| 10月25日 | 韓劇台 | 麵條之神 （Master－麵條之神）     | 千正明 曹在顯 鄭柔美 李相燁 孔昇延                                         | 金宰榮 崔鍾元 李一花 孫汝恩 曹熙奉 金炳基 禹賢 趙德賢                               | 20                    | [ 7 ]                          |
| 10月27日 | 韓劇台 | 常青老友 （Dear My Friends）      | 申久 金英玉 金惠子 羅文姬 朱鉉 尹汝貞 朴元淑 高斗心 高賢廷 申成宇          |                                                                                     | 16                    | [ 15 ]                         |
| 11月13日 | J2     | 改過遷善                          | 金明民 朴敏英 金相中 蔡貞安                                                | 真理翰 吳正世 崔日和 安善英 李旼赫 李周妍 鄭漢溶 李漢偉 鄭奎洙 金允書               | 16                    | TVB網頁 （页面存档备份，存于） |
| 11月15日 | 韓劇台 | 追稅38部隊 （38師機動隊）         | 徐仁國 崔秀榮 馬東錫                                                       | 宋鈺宿 許在浩 高圭弼 李善彬 安內相 金炳春 吳萬石 鄭仁基                             | 16                    | [ 15 ]                         |
| 12月6日  | 韓劇台 | 愛情甘味 （全都會好的）           | 崔允英 郭時暘 嚴賢璟 宋在熙 許正民 韓寶凜                                  | 姜信日 李京進 鄭承浩 尹素貞 李和映 趙美玲 李姝雨 崔在煥                             | 102                   | [ 7 ]                          |
| 12月21日 | 韓劇台 | 救參直播 （Wanted）               | 金亞中 智鉉寓 嚴泰雄                                                       | 朴海俊 朴孝珠 全烋星 李文植 金善映 申載夏 李承俊 金秉玉                             | 16                    | [ 15 ]                         |
| 12月21日 | J2     | 美女的誕生                        | 朱相昱 韓藝瑟 鄭糠雲 王智慧                                                | 河在淑 韓振熙 金姈愛 姜京憲 陳藝瑟 韓尚進 金容琳 印喬鎮 李鐘南 沈怡英               | 29                    | TVB網頁 （页面存档备份，存于） |
| 12月23日 | 韓劇台 | 法妻當自強 （The Good Wife）      | 全道嬿 劉智泰 尹啟相                                                       | 金瑞亨 Nana 李源根 車順裴 金太祐 全石浩 太仁鎬 尹朱尚                               | 16（韓劇台） 22（J2） | TVB網頁 （页面存档备份，存于） |

## 2017年
| 首播日期 | 頻道   | 劇名 （原名）                         | 主演                                             | 合演                                                                                            | 集數                      | 備註                           |
| 1月9日   | 韓劇台 | 灰姑娘與四騎士                        | 丁一宇 安宰賢 李正信 朴素淡 孫娜恩 崔珉          | 高寶潔 崔恩慶 趙美玲 金容建 姜義植 金慧利                                                       | 16                        | [ 15 ] [ 4 ]                   |
| 1月15日  | J5     | 華政                                  | 車勝元 李沇熹 金載沅 徐康俊 韓周完 趙成夏        | 申恩廷 白成鉉 李敏豪 金希珍 朴英奎 李聖旻 金麗珍 鄭雄仁 金旼序 趙敏基 嚴孝燮 安內相             | 64                        | TVB網頁 （页面存档备份，存于） |
| 2月15日  | 韓劇台 | 五個孩子                              | 安在旭 蘇有珍 林秀香 沈宜英 沈亨倬 申惠善 成勛   | 高仁範 張勇 朴海美 全世賢 權秀貞 崔政宇 宋鈺宿 成秉淑 鄭允錫 郭智惠 崔惟理 權五重 王嬪娜 金青   | 54                        | [ 7 ]                          |
| 2月17日  | 韓劇台 | 倒數第二次愛情 （倒數第二次戀愛）     | 池珍熙 金喜愛 金瑟琪 郭時暘                      | 鄭秀英 李秀敏 李亨哲 洪泰義 成智陸 Stephanie Lee 徐正妍 文熙景 金權 高寶潔                      | 20                        | [ 15 ]                         |
| 2月17日  | J2     | 酒店風雲 （Hotel King）               | 李棟旭 李多海 任瑟雍 王智慧                      | 李德華 金海淑 鄭石勇 朴哲民 池一株 金藝媛                                                       | 42                        | TVB網頁 （页面存档备份，存于） |
| 3月6日   | 韓劇台 | 權慾叛戰 （THE K2）                   | 池昌旭 林潤娥 宋玧妸 趙成夏 李廷鎮 金甲洙        | 申東美 李淳元 宋景哲 全裴修 廉惠蘭 劉仁赫 孫泰英                                                | 16（韓劇台） 22（J2）     | TVB網頁 （页面存档备份，存于） |
| 4月18日  | J2     | 藍海傳說 （藍色海洋的傳說）           | 全智賢 李敏鎬 李熙俊 申惠善                      | 李知勳 申原昊 成東日 崔政宇 文素利 羅映姬 黃薪惠 朴海秀                                         | 20（myTV SUPER） 26（J2） | TVB網頁 （页面存档备份，存于） |
| 4月28日  | 韓劇台 | 師任堂 （師任堂，光的日記）           | 李英愛 宋承憲 梁世宗                             | 吳允兒 崔哲浩 崔鐘煥 尹多勳 金海淑 金美京                                                       | 30（韓劇台） 39（J2）     | TVB網頁 （页面存档备份，存于） |
| 5月1日   | 韓劇台 | 住在我家的男人                        | 秀愛 金英光 趙寶兒 李洙赫 金智勳                 | 金美淑 鄭景順 金河均 朴相勉 池允浩 申世輝 禹棹奐 李康敏 鄭旨桓 全世賢                           | 16                        | [ 15 ]                         |
| 5月2日   | 韓劇台 | 雙生復仇 （天上的約定）               | 李幼梨 徐俊英 宋鍾鎬 朴河娜                      | 尹福仁 曹惠善 韓佳琳 林賢成 李鍾原 金慧利 金度連 尹朱尚 吳英實 姜奉勝                           | 102                       | [ 7 ]                          |
| 6月26日  | 韓劇台 | 明星跟班 Friend （Entourage）         | 徐康俊 李光洙 趙震雄 李東輝 朴正民               | Amber 金惠仁 安昭熙 崔明吉 張素妍                                                               | 16                        | [ 15 ]                         |
| 6月27日  | J2     | 嫉妒的化身                            | 孔曉振 曹政奭 高庚杓 徐智慧 李美淑 李成宰 朴智英 | 文佳煐 安友淵 金正賢 朴貞洙 崔化精 徐宥利 朴煥熙 朴恩智 金叡園 全智安 權海驍 鄭尚勳             | 24（myTV SUPER） 31（J2） | TVB網頁 （页面存档备份，存于） |
| 7月12日  | 韓劇台 | 同居家事 （我們的甲順）               | 金昭誾 宋再臨                                    | 張勇 高斗心 李美英 裕善 李莞 李甫姬 金奎吏 全國煥 金慧渲 李炳俊                                 | 61                        | [ 7 ]                          |
| 8月11日  | 韓劇台 | 拖喼打官司 （拖旅行箱的女人）         | 崔智友 朱鎮模 李準 全慧彬                        | 陳慶 金炳春 裴盧麗 崔大成 池以秀 崔泰煥 張鉉誠 徐珉志                                           | 16                        | [ 15 ]                         |
| 8月21日  | 韓劇台 | 完美的妻子                            | 高素榮 趙如晶 尹相鉉 盛駿                        | 金正蘭 鄭秀英 林世美 金圭哲 南琪愛 印喬鎮 全世賢 朴俊勉                                         | 20（myTV SUPER） 27（J2） | TVB網頁 （页面存档备份，存于） |
| 8月23日  | 韓劇台 | 月桂樹西裝店 （月桂樹西裝店的紳士們） | 李東健 趙胤熙 車仁杓 崔元英 顯祐                 | 金姈愛 鄭景順 吳賢慶 羅美蘭 李世榮 朴俊錦 李姃垠 池承炫 表藝珍 具在伊                           | 54                        |                                |
| 9月8日   | J2     | 傳說的魔女 （湔雪的魔女）             | 韓智慧 河錫辰 高斗心 吳賢慶 夏沇秀               | 朴仁煥 金守美 李鍾原 李淑 李涵書 朴根瀅 鄭惠先 錢忍和 卞貞秀 李承俊 高周元 金允書 都想友 洪雅凜 | 54                        | TVB網頁 （页面存档备份，存于） |
| 10月5日  | 韓劇台 | 再一次初戀 （再次，初戀）             | 明世彬 金承洙 王嬪娜 朴正哲                      | 李德姬 瑞夏 鄭漢溶 金甫美 趙銀淑 尹采成 徐怡淑 鄭愛妍 姜南吉 朴正佑                             | 104                       | [ 7 ]                          |
| 10月30日 | 韓劇台 | 我家都是超人 （超人家族2017）         | 朴赫權 朴宣暎 金志珉                             | 金基利 李浩沅 朴喜本 嚴孝燮 郭仁俊 金惠鈺 金姬貞                                                | 40                        | [ 15 ]                         |
| 11月5日  | J2     | 陪伴我好媽 （媽媽）                   | 宋玧妸 文晶熙 鄭俊鎬 洪宗玄                      | 尹燦榮 朴貞洙 金正旭 崔松賢 金賢均 鄭再順 趙敏兒 李熙道 全秀卿 鄭秀英                           | 24                        | [ 8 ]                          |

## 2018年
| 首播日期 | 頻道   | 劇名 （原名）                       | 主演                                    | 合演                                                                                  | 集數                      | 備註                           |
| 1月8日   | 韓劇台 | 最強一擊 （最佳的一擊）             | 尹施允 李世榮 金旻載 車太鉉 尹孫河      | 車銀優 苞娜 洪京民 李德華 林藝真 李庭敏                                               | 32                        | [ 15 ]                         |
| 1月19日  | J2     | 三流人生 （三流之路）               | 金智媛 朴敘俊 安宰弘 宋昰昀             | 李伊利雅 孫炳昊 金藝玲 趙恩瑜 全裴修 姜基棟 表藝珍 金熙昌 李姃垠 金盛吳 蔡東炫 陳熙瓊 | 16（myTV SUPER） 21（J2） | TVB網頁 （页面存档备份，存于） |
| 2月23日  | J2     | 奇怪的拍檔 （奇怪的搭檔）           | 池昌旭 南志鉉 崔泰俊 權娜拉             | 李德華 南琪愛 尹福仁 張光 金叡園 許俊碩 金洪發 金亨奎                                 | 40（myTV SUPER） 26（J2） | [ 15 ]                         |
| 2月28日  | 韓劇台 | 獨身萬歲 （個人主義者智英小姐）     | 閔孝琳 孔明                             | 吳娜拉 池一株 張姬領 姜在俊 金在熙 尹知原                                             | 2                         | [ 15 ]                         |
| 3月5日   | 韓劇台 | 爸爸好奇怪                          | 金永哲 金海淑 李準 柳秀榮 李幼梨 庭沼珉 | 柳和榮 閔鎮雄 李準赫 張素妍 鄭俊元 朴惠淑                                             | 52                        |                                |
| 3月8日   | 韓劇台 | 再次相遇的世界 （再次重逢的世界）   | 呂珍九 李沇熹 安宰賢                    | 郭東延 金佳恩 金鎮祐 李施彥 朴真珠 安吉強                                             | 40                        | [ 15 ]                         |
| 4月2日   | J2     | 當你沉睡時                          | 李鍾碩 裴秀智 李相燁 丁海寅 高聖熙      | 申載夏 張鉉誠 黃英熙 朴真珠 金元海 閔成旭 裴海善 李基英                               | 32（myTV SUPER） 21（J2） | TVB網頁 （页面存档备份，存于） |
| 5月17日  | 韓劇台 | 少女時代1979 （內衣少女時代）       | 苞娜 蔡舒辰 徐榮柱 李宗泫 呂會鉉 閔都凞 | 權海驍 金善映 朴荷娜 曹炳圭 印喬鎮 金在華                                             | 8                         | [ 15 ] [ 4 ]                   |
| 6月7日   | J2     | 魔女的法庭                          | 鄭麗媛 尹賢旻 田光烈 金麗珍             | 金旼序 許成泰 全益玲 崔麗 金在華 尹敬浩 李一花 全美善                                 | 16（myTV SUPER） 20（J2） | TVB網頁 （页面存档备份，存于） |
| 6月14日  | 韓劇台 | 大媽復仇聯盟 （付岩洞復仇者們）     | 李枖原 羅美蘭 明世彬 李俊英             | 鄭愛妍 金思權 崔秉默 申東美 尹珍率 金寶拉                                             | 12                        | [ 15 ] [ 7 ]                   |
| 7月3日   | 韓劇台 | 誘情嫉妒 （你太過分了）             | 嚴正化 具惠善→張熙軫 姜泰伍 鄭糠雲      | 趙成賢 孫太英 田光烈 鄭惠先 尹兒貞 金甫娟 姜南吉 申多恩 金奎善 鄭海娜 金亨範 李在銀   | 50                        |                                |
| 7月10日  | J2     | 神級秘書 （Jugglers）               | 崔丹尼爾 白珍熙 姜惠貞 李源根           | 鄭成浩 鄭秀英 金基邦 宋智浩 車順裴 朴慶慧 車珠英 鄭惠仁 印喬鎮 金昌完 閔鎮雄 李智荷   | 16（myTV SUPER） 22（J2） | TVB網頁 （页面存档备份，存于） |
| 7月26日  | 韓劇台 | 監獄手記 （機智牢房生活）           | 朴海秀                                  | 鄭敬淏 鄭秀晶                                                                         | 16                        | [ 15 ] [ 7 ]                   |
| 8月9日   | J2     | 告白夫婦 （Go Back夫婦）            | 張娜拉 孫浩俊                           | 許正民 韓寶凜 李伊庚 曹惠晶 張基龍 高甫潔 林智圭 李炳俊 金美京 金秉玉                 | 12（myTV SUPER） 15（J2） | TVB網頁 （页面存档备份，存于） |
| 8月30日  | J2     | 愛情廣播 （Radio Romance）          | 尹斗俊 金所炫 尹博 Yura                 | 郭東延 朴孝珠 金藝玲 金惠智 尹朱尚 李原種                                             | 16（myTV SUPER） 22（J2） | TVB網頁 （页面存档备份，存于） |
| 9月20日  | 韓劇台 | 讀心試愛 （Melo Holic）             | 鄭允浩 景收真                           | 韓周完 崔大哲 率濱 韓載錫 金旻奎 李宥俊                                               | 10                        | [ 15 ] [ 16 ]                  |
| 9月20日  | 韓劇台 | 有夫之婦的誕生                      | 李浚赫 尹承雅                           | 成秉淑 李美英 宋在喜 劉小英                                                           | 10                        | [ 15 ] [ 16 ]                  |
| 9月29日  | 韓劇台 | 初戀大作戰 （操心）                 | 李正信 李烈音 徐志焄                    | 李柱亨 李想 曺承希 宋智賢 閔都凞                                                      | 10                        | [ 15 ] [ 16 ]                  |
| 9月29日  | 韓劇台 | 觸動一刻 （碰觸你）                 | 玉澤演 宋昰昀                           | 朴柱亨 金鐘文                                                                         | 12                        | [ 15 ] [ 16 ]                  |
| 10月1日  | J2     | 新紮散仔 （Live）                   | 李光洙 鄭有美 裴晟佑 裴宗玉             | 成東鎰 張鉉誠 李順載 廉惠蘭                                                           | 18（myTV SUPER） 28（J2） | TVB網頁 （页面存档备份，存于） |
| 10月25日 | 韓劇台 | 88號症侯群                          | 崔鍾訓 吳丞芽 金宰鉉                    |                                                                                       | 12                        | [ 15 ] [ 16 ]                  |
| 10月29日 | 韓劇台 | 假面繼承人 （我男人的秘密）         | 宋昶儀 姜世貞 朴貞雅 金多炫             |                                                                                       | 100                       | [ 16 ]                         |
| 11月3日  | 韓劇台 | 我們遇見的奇蹟                      | 金明民 金賢珠 羅美蘭                    | 高昌錫 Joseph Lee 尹石花 黃寶羅 崔秉默 黃石正 尹智慧 鄭石勇 Kai 金載庸                | 18（韓劇台） 24（J2）     | 首播時不設粵語配音             |
| 11月8日  | J2     | 山寨檢察官 （Switch－改變世界）     | 張根碩 韓藝璃                           | 鄭雄仁 曹熙奉 安勝煥 申度賢 權偲儇 李正吉 宋元錫 朴元相                               | 32（myTV SUPER） 21（J2） | TVB網頁 （页面存档备份，存于） |
| 11月11日 | 韓劇台 | 法官男女 （理判事判）               | 延宇振 朴恩斌 東夏 海嶺                 | 金海淑 李德華 崔政宇 池承炫 金姬貞 許俊碩 鄭侑敏 李文植 李昌旭 禹賢                   | 16                        | [ 15 ] [ 16 ]                  |
| 11月26日 | 韓劇台 | 黃金光輝的人生 （我的黃金光輝人生） | 申惠善 朴施厚 李泰煥 徐恩秀             | 千虎珍 金惠鈺 李太成 申譞洙 全盧民 羅映姬 金炳基 全秀卿                               | 52                        | [ 16 ]                         |
| 12月7日  | J2     | 武法律師                            | 李準基 徐睿知 崔民秀 李慧英             | 申恩廷 安內相 崔大勳 李對淵 廉惠蘭 車正元 全珍基 李漢偉                               | 16（myTV SUPER） 22（J2） | TVB網頁 （页面存档备份，存于） |

## 2019年
| 首播日期 | 頻道 | 劇名 （原名）                          | 主演                                      | 合演                                                                  | 集數                      | 備註                           |
| 1月10日  | J2   | 高富帥社長 （Rich Man）                | Suho 夏沇秀 吳昶錫 金叡園                 | 朴成勳 李在真 崔智娜 尹多英                                           | 16（myTV SUPER） 22（J2） | TVB網頁 （页面存档备份，存于） |
| 2月15日  | J2   | 情侶經理人 （訓南正音）                | 南宮珉 黃正音 崔泰俊 吳允兒 趙達煥 丁文晟 | 南慶邑 沈慧珍 李文植 李周妍                                           | 32（myTV SUPER） 21（J2） | TVB網頁 （页面存档备份，存于） |
| 3月19日  | J2   | 男神機械人 （你也是人類嗎）            | 徐康俊 孔昇延 李浚赫 朴煥熙               | 金成鈴 朴英奎 劉五性 金元海                                           | 36（myTV SUPER） 24（J2） | TVB網頁 （页面存档备份，存于） |
| 4月7日   | J2   | 閣樓的OPPA （美女孔心）                | 南宮珉 珉雅 溫朱莞 徐孝琳                 | 宇賢 吳賢慶 金秉玉 金日宇 甄美里 鄭惠先 鮮于龍女 金秉世 李惠淑 方銀熙 | 20                        | [ 8 ]                          |
| 4月22日  | J2   | 流氓法官 （致親愛的法官大人）          | 尹施允 李宥英 朴秉恩 權娜拉               | 成東鎰 金惠鈺 郭善英                                                  | 32（myTV SUPER） 21（J2） | [ 15 ]                         |
| 5月21日  | J2   | 慌心女作家 （Lovely Horribly）         | 朴施厚 宋智孝 李起光 咸𤨒晶 崔汝珍        |                                                                       | 32（myTV SUPER） 21（J2） | [ 15 ]                         |
| 6月24日  | J2   | 皇后的品格                             | 張娜拉 崔振赫 申成祿 李伊利雅 申恩慶      |                                                                       | 52（myTV SUPER） 34（J2） | [ 15 ]                         |
| 8月9日   | J2   | 愛情失咗憶 （馬成的喜悅）              | 崔振赫 宋昰昀 Hoya 李周妍                 |                                                                       | 16（myTV SUPER） 22（J2） | [ 15 ]                         |
| 8月25日  | J2   | 最強速遞員 （最強送貨員）              | 高庚杓 蔡秀彬 金善浩 高媛熙               | 南智賢 李原種 曹熙奉 金基斗 李敏英 金慧利                             | 16                        | [ 15 ]                         |
| 10月14日 | J2   | 外科醫心 （胸腔外科-盜取心臟的醫生們） | 高洙 嚴基俊 徐智慧                        |                                                                       | 32（myTV SUPER） 21（J2） | [ 15 ]                         |
| 11月12日 | J2   | 名流真相 （Return）                    | 高賢廷→朴真熙 李陣郁 鄭恩彩 申成祿        | 朴基雄 奉太奎 尹仲勳 金東永 吳代煥 金希珍                             | 34（myTV SUPER） 22（J2） | [ 15 ]                         |
| 12月12日 | J2   | 離婚萬歲! （最完美的離婚）             | 車太鉉 裴斗娜 李伊 孫錫久                 |                                                                       | 32（myTV SUPER） 21（J2） | [ 15 ]                         |
| 12月14日 | J2   | 舞動少女團 （Dance Sport Girls）       | 金甲洙 張東尹 朴世婉 李珠英               |                                                                       | 16                        | [ 15 ]                         |

## 2020年
| 首播日期 | 頻道 | 劇名 （原名）                   | 主演                                                  | 合演                               | 集數                      | 備註   |
| 1月10日  | J2   | 勁爆狗仔隊 （Big Issue）        | 朱鎮模 韓藝瑟 金希沅 申素律                           | 崔松賢 金奎善                      | 32（myTV SUPER） 21（J2） | [ 15 ] |
| 2月11日  | J2   | 失驚無神多個媽 （一起生活吧）   | 劉東根 張美姬 韓智慧 李尚禹 朴宣暎 呂會鉉 琴世祿 金權 |                                    | 73                        |        |
| 7月5日   | J2   | 偵探醫生                        | 朴真熙 奉太奎 李己雨                                  | 朴智英                             | 16（myTV SUPER） 19（J2） | [ 15 ] |
| 8月10日  | J2   | 優雅的家                        | 林秀香 李章宇 裴宗玉                                  | 鄭原仲 文熙景 李奎翰 金鎮祐 孔賢珠 | 16（myTV SUPER） 25（J2） | [ 15 ] |
| 9月15日  | J2   | 我和我的爸爸 （我唯一的守護者） | 崔秀宗 Uie 李章宇 羅惠美 鄭恩宇 朴成勳 尹真伊         |                                    | 77                        |        |

## 2021年
| 首播日期 | 頻道   | 劇名 （原名）                         | 主演                                         | 合演 | 集數                      | 備註                 |
| 1月26日  | J2     | 黃金庭院                              | 韓智慧 李尚禹 吳知恩 李太成                  |      | 30（myTV SUPER） 33（J2） | [ 15 ]               |
| 3月14日  | J2     | 街坊LAW霸 （鄰家律師趙德浩2：罪與罰） | 朴新陽 高賢廷 李敏芝 邊希峰                  |      | 40（myTV SUPER） 24（J2） | [ 15 ]               |
| 5月2日   | 韓劇台 | 一起吃晚餐嗎？                        | 宋承憲 徐智慧 孫娜恩 李知勳                  |      | 16                        | [ 15 ] [ 15 ] [ 16 ] |
| 5月5日   | J2     | 政壇欺望 （各位國民）                 | 崔始源 李宥英 金玟廷 太仁鎬 金義聖           |      | 36（myTV SUPER） 23（J2） | [ 15 ]               |
| 6月28日  | J2     | 九尾狐傳                              | 李棟旭 曹寶兒 金汎 金正蘭 安吉強 黃熙 金容智 |      | 16（myTV SUPER） 15（J2） | [ 15 ]               |
| 8月9日   | J2     | 浪漫音謀 （讓我聆聽你的歌）           | 延宇振 金世正 宋再臨 朴芝妍                  |      | 32（myTV SUPER） 21（J2） | [ 15 ]               |
| 8月9日   | J2     | 他就是那男人 （他就是那傢伙）         | 黃正音 尹賢旻 徐志焄 崔明吉 趙宇麗           |      | 16（myTV SUPER） 14（J2） | [ 15 ]               |
| 9月1日   | J2     | 愛情香氣 （Perfume）                  | 申成祿 高媛熙 金旻奎 車藝蓮                  |      | 32（myTV SUPER） 14（J2） | [ 15 ]               |
| 9月24日  | J2     | 秘密精品店 （Secret Boutique）        | 金宣兒 金宰英 張美姬 朴喜本 高敏詩 金太勳    |      | 16（myTV SUPER） 14（J2） | [ 15 ]               |
| 10月28日 | J2     | 奇蹟拍檔 （Stove League）             | 南宮珉 朴恩斌 吳正世 趙炳圭                  |      | 16（myTV SUPER） 20（J2） | [ 15 ]               |
| 12月13日 | J2     | 客: THE GUEST                         | 金東旭 金材昱 鄭恩彩                         |      | 22                        | Mtube深夜時段        |

## 2022年
| 首播日期 | 頻道     | 劇名 （原名）                    | 主演                                           | 合演 | 集數                       | 備註                 |
| 1月1日   | 韓劇台   | Oh！珠仁君                       | 李民基 林珍兒 姜敏赫                           |      | 16                         | [ 15 ] [ 16 ]        |
| 2月20日  | J2       | 三光公寓 （Oh！三光公寓！）      | 錢忍和 秦基周 李章宇 鄭普碩 黃薪惠 韓寶凜 陳慶 |      | 50（myTV SUPER） 73（J2）  | [ 15 ]               |
| 4月5日   | J2       | MOUSE                            | 李昇基 李熙俊 朴柱炫 景收真                    |      | 20（myTV SUPER） 32（J2）  | [ 15 ]               |
| 5月20日  | J2       | 優雅的母女                       | 崔明吉 車藝蓮 金興銖 吳彩儀                    |      | 103（myTV SUPER） 72（J2） | [ 15 ]               |
| 6月5日   | 亞洲劇台 | 365：逆轉命運的1年               | 李浚赫 南志鉉 金志秀                           |      | 12                         | [ 15 ] [ 16 ]        |
| 7月17日  | 亞洲劇台 | 我係金三珣 （我叫金三順）        | 金宣兒 玄彬 鄭麗媛 丹尼爾·海尼                 |      | 16                         | [ 15 ] [ 16 ] [ 19 ] |
| 7月17日  | J2       | 復仇直播 （Channel吳荷拉復仇所） | 金思朗 尹賢旻 裕善 鄭滿植 尹素怡 朴恩惠        |      | 16（myTV SUPER） 20（J2）  | [ 15 ]               |
| 7月20日  | J2       | 救救我                           | 玉澤演 徐睿知 禹棹奐                           |      | 16（myTV SUPER） 20（J2）  | [ 19 ]               |
| 9月11日  | 亞洲劇台 | 卧底 （Undercover）              | 池珍熙 金賢珠 許峻豪 鄭滿植                    |      | 16                         | [ 15 ] [ 17 ] [ 20 ] |
| 10月19日 | J2       | TUNNEL （隧道）                  | 崔振赫 尹賢旻 李宥英                           |      | 16（myTV SUPER） 22（J2）  | [ 19 ]               |
| 12月5日  | J2       | 綠豆傳                           | 張東潤 金所泫 姜泰伍 鄭俊鎬                    |      | 32（myTV SUPER） 22（J2）  | [ 15 ]               |

## 2023年
| 首播日期 | 頻道     | 劇名 （原名） | 主演                                             | 合演 | 集數                       | 備註                 |
| 3月9日   | J2       | 黃金面具      | 車藝蓮 李現填 羅映姬 李輝香                      |      | 100（myTV SUPER） 66（J2） |                      |
| 8月26日  | 亞洲劇台 | Cleaning up   | 廉晶雅 全昭旻 金才禾 李茂生 羅人友               |      | 16                         | [ 15 ] [ 16 ]        |
| 11月23日 | 亞洲劇台 | 愛的麻花      | 咸𤨒晶 金鎮燁 張世鉉 孫星允 黃薪惠 尹多勳 沈惠珍 |      | 103                        | [ 15 ] [ 17 ] [ 21 ] |

## 2024年
| 首播日期 | 頻道        | 劇名 （原名） | 主演                               | 合演 | 集數                       | 備註                |
| 1月22日  | J2→TVB Plus | 紅色高踭鞋    | 崔明吉 蘇怡賢 朴胤載 申正允 鄭侑敏 |      | 100（myTV SUPER） 75（J2） | myTV Gold搶先睇劇集 |
| 2月4日   | 亞洲劇台    | 藍色生死戀    | 宋慧喬 宋承憲 元斌 韓彩英          |      | 18                         | [ 16 ]              |

## 2025年
| 首播日期 | 頻道／OTT平台 | 劇名 （原名）             | 主演                                                    | 合演 | 集數                             | 備註   |
| 1月6日   | TVB Plus      | 優雅的新娘 （颱風的新娘） | 朴荷娜 姜志燮 孫暢敏 朴胤載 吳丞芽 池秀媛 崔秀琳 金英玉 |      | 102（myTV SUPER） 72（TVB Plus） |        |
| 4月5日   | 亞洲劇台      | 聯結                      | 池晟 田美都 權律 金景南                                 |      | 14                               |        |
| 8月1日   | myTV SUPER    | 花樣爺爺聽見狗狗的聲音    | 李純才 金容建 芮秀貞 林采茂 宋玉淑                      |      | 12                               | [ 17 ] |

## 外部連結
- J2 劇集介紹 （页面存档备份，存于）
- 韓劇台 劇集介紹